# Briefmarken-Jahrgang 1935 der Deutschen Reichspost
Der Briefmarken-Jahrgang 1935 der Deutschen Reichspost umfasste 38 Sondermarken. Dabei waren vier Briefmarken, die nur auf dem Ostropa-Block herausgegeben wurden. Zu den meisten Briefmarken gibt es keine verlässlichen Angaben zu der Auflagenhöhe.
Es wurden in diesem Jahr keine Dauermarken ausgegeben;  zum Jahresende endete die Verwendungszeit der Dauermarkenserie Reichspräsidenten.

## Liste der Ausgaben und Motive
Legende
- Bild: Eine bearbeitete Abbildung der genannten Marke. Das Verhältnis der Größe der Briefmarken zueinander ist in diesem Artikel annähernd maßstabsgerecht dargestellt. Sollten keine Marken abgebildet sein, liegt es daran, dass das Urheberrecht des Künstlers noch nicht erloschen ist.
- Beschreibung: Eine Kurzbeschreibung des Motivs und/oder des Ausgabegrundes. Bei ausgegebenen Serien oder Blocks werden die zusammengehörigen Beschreibungen mit einer Markierung versehen eingerückt.
- Wert: Der Frankaturwert der einzelnen Marke in Pfennig. Ein „+“ bedeutet, dass es sich um eine Zuschlagsmarke handelt (= Frankaturwert + Spende).
- Ausgabedatum: Das Datum des erstmaligen Verkaufs dieser Briefmarke.
- Gültig bis: Das Datum, an dem die Gültigkeit endete.
- Auflage: Soweit bekannt, wird hier die zum Verkauf angebotene Anzahl dieser Ausgabe angegeben.
- Entwurf: Soweit bekannt, wird hier angegeben, von wem der Entwurf dieser Marke stammt.
- Mi.-Nr.: Diese Briefmarke wird im Michel-Katalog unter der entsprechenden Nummer gelistet.

| Sondermarken |                                                                                          |                  |                       |                   |           |                         |       |
| Bild         | Beschreibung                                                                             | Werte in Pfennig | Ausgabe- datum (1935) | gültig bis        | Auflage   | Entwurf                 | MiNr. |
|              | Saarabstimmung - Mutter Germania mit Tochter als Bild für Deutsches Reich und Saargebiet | 3                | 16. Januar            | 31. Dezember 1936 | unbekannt | Emmy Glintzer           | 565   |
|              | - Mutter Germania mit Tochter als Bild für Deutsches Reich und Saargebiet                | 6                | 16. Januar            | 31. Dezember 1936 | unbekannt | Emmy Glintzer           | 566   |
|              | - Mutter Germania mit Tochter als Bild für Deutsches Reich und Saargebiet                | 12               | 16. Januar            | 31. Dezember 1936 | unbekannt | Emmy Glintzer           | 567   |
|              | - Mutter Germania mit Tochter als Bild für Deutsches Reich und Saargebiet                | 25               | 16. Januar            | 31. Dezember 1936 | unbekannt | Emmy Glintzer           | 568   |
|              | Heldengedenktag - Soldat mit Stahlhelm                                                   | 6                | 15. März              | 31. Dezember 1936 | unbekannt | Hans Herbert Schweitzer | 569   |
|              | - Soldat mit Stahlhelm                                                                   | 12               | 15. März              | 31. Dezember 1936 | unbekannt | Hans Herbert Schweitzer | 570   |
|              | Reichsberufswettkampf - Abzeichen mit Hakenkreuz                                         | 6                | 26. April             | 31. Dezember 1936 | 1.000.000 | Karl Diebitsch          | 571   |
|              | - Abzeichen mit Hakenkreuz                                                               | 12               | 26. April             | 31. Dezember 1936 | 1.000.000 | Karl Diebitsch          | 572   |
|              | Schütz-, Bach-, Händel-Feier - Heinrich Schütz (1585–1672)                               | 6                | 21. Juni              | 31. Dezember 1936 | unbekannt | Ferdinand Spiegel       | 573   |
|              | - Johann Sebastian Bach (1685–1750)                                                      | 12               | 21. Juni              | 31. Dezember 1936 | unbekannt | Ferdinand Spiegel       | 574   |
|              | - Georg Friedrich Händel (1685–1759)                                                     | 25               | 21. Juni              | 31. Dezember 1936 | unbekannt | Ferdinand Spiegel       | 575   |
|              | Briefmarkenausstellung OSTROPA - Schloss Allenstein                                      | 3                | 23. Juni              | 31. Dezember 1935 | 162.700   | Marten                  | 576   |
|              | - Tannenberg-Denkmal                                                                     | 6                | 23. Juni              | 31. Dezember 1935 | 162.700   | Marten                  | 577   |
|              | - Königsberger Schloss                                                                   | 12               | 23. Juni              | 31. Dezember 1935 | 162.700   | Marten                  | 578   |
|              | - Schloss Heilsberg                                                                      | 25               | 23. Juni              | 31. Dezember 1935 | 162.700   | Marten                  | 579   |
|              | 100 Jahre Deutsche Eisenbahn - Adler                                                     | 6                | 10. Juli              | 31. Dezember 1936 | unbekannt | Karl Diebitsch          | 580   |
|              | - Schnellzug-Lokomotive DR-Baureihe 03                                                   | 12               | 10. Juli              | 31. Dezember 1936 | unbekannt | Karl Diebitsch          | 581   |
|              | - Fliegender Hamburger Baureihe VT 04                                                    | 25               | 10. Juli              | 31. Dezember 1936 | unbekannt | Karl Diebitsch          | 582   |
|              | - Schnellzug-Lokomotive Baureihe 05 001                                                  | 40               | 10. Juli              | 31. Dezember 1936 | unbekannt | Karl Diebitsch          | 583   |
|              | Welttreffen der Hitlerjugend - Fanfarenbläser                                            | 6                | 25. Juli              | 31. Dezember 1936 | unbekannt | Karl Diebitsch          | 584   |
|              | - Fanfarenbläser                                                                         | 15               | 25. Juli              | 31. Dezember 1936 | unbekannt | Karl Diebitsch          | 585   |
|              | 7. Nürnberger Reichsparteitag Reichsadler und Nürnberger Burg                            | 6                | 30. August            | 31. Dezember 1936 | unbekannt | Karl Diebitsch          | 586   |
|              | Reichsadler und Nürnberger Burg                                                          | 12               | 30. August            | 31. Dezember 1936 | unbekannt | Karl Diebitsch          | 587   |
|              | Winterhilfswerk, Volkstrachten - Ostpreußen und Marienburg                               | 3+2              | 4. Oktober            | 30. Juni 1936     | 3.462.790 | Karl Diebitsch          | 588   |
|              | - Oberschlesien, Roßberg bei Beuthen                                                     | 4+3              | 4. Oktober            | 30. Juni 1936     | 1.669.334 | Karl Diebitsch          | 589   |
|              | - Rheinland, Winzerin vom Rüdesheimer Berg                                               | 5+3              | 4. Oktober            | 30. Juni 1936     | 2.878.473 | Karl Diebitsch          | 590   |
|              | - Niedersachsen, Schaumburg-Lippe                                                        | 6+4              | 4. Oktober            | 30. Juni 1936     | 5.187.644 | Karl Diebitsch          | 591   |
|              | - Kurmark, Heinersbrück im Spreewald, Niederlausitz                                      | 8+4              | 4. Oktober            | 30. Juni 1936     | 1.813.017 | Karl Diebitsch          | 592   |
|              | - Schwarzwald, Erbhofbäuerin Anna Zwick, Gutachtal und Schwarzwaldhaus                   | 12+6             | 4. Oktober            | 30. Juni 1936     | 5.939.688 | Karl Diebitsch          | 593   |
|              | - Hessen, Marburger Tracht, Niederasphe                                                  | 15+10            | 4. Oktober            | 30. Juni 1936     | 747.042   | Karl Diebitsch          | 594   |
|              | - Oberbayern, Miesbacher Festtracht Bayrischzell                                         | 25+15            | 4. Oktober            | 30. Juni 1936     | 747.591   | Karl Diebitsch          | 595   |
|              | - Friesland, Insel Föhr                                                                  | 30+20            | 4. Oktober            | 30. Juni 1936     | 573.555   | Karl Diebitsch          | 596   |
|              | - Oberfranken, Effeltrich, Brautjungfer                                                  | 40+35            | 4. Oktober            | 30. Juni 1936     | 573.147   | Karl Diebitsch          | 597   |
|              | 12. Jahrestag des Hitlerputschs - Fahnenträger                                           | 3                | 5. November           | 31. Dezember 1936 | unbekannt | Heinz Raebiger          | 598   |
|              | - Fahnenträger                                                                           | 12               | 5. November           | 31. Dezember 1936 | unbekannt | Heinz Raebiger          | 599   |
|              | Olympische Winterspiele 1936 in Garmisch-Partenkirchen - Eisschnellläufer                | 6+4              | 25. November          | 30. Juni 1937     | unbekannt | Max Eschle              | 600   |
|              | - Skispringer                                                                            | 12+6             | 25. November          | 30. Juni 1937     | unbekannt | Max Eschle              | 601   |
|              | - Bobfahrer                                                                              | 25+15            | 25. November          | 30. Juni 1937     | unbekannt | Max Eschle              | 602   |